# Vallan
Vallan település Franciaországban, Yonne megyében. Lakosainak száma 675 fő (2022. január 1.). Vallan Auxerre, Chevannes, Gy-l’Évêque és Jussy községekkel határos.

## Népesség
A település népessége az elmúlt években az alábbi módon változott:
| Lakosok száma | 683  | 679  | 699  | 680  | 684  | 681  | 677  | 676  | 675  |
|               | 2013 | 2015 | 2016 | 2017 | 2018 | 2019 | 2020 | 2021 | 2022 |